# Caulerpella
Caulerpella es un género monotípico de algas de la familia Caulerpaceae, su única especie es Caulerpella ambigua.